# Новая Деревня (Белгородский район)
Новая Деревня — село в Белгородском районе Белгородской области. Входит в состав Майского сельского поселения.

## География
Село расположено на федеральной автомобильной дороге М2 «Крым» южнее районного центра — Майского.
Часовой пояс
Село Новая Деревня как и вся Белгородская область, находится в часовой зоне МСК (московское время). Смещение применяемого времени относительно UTC составляет +3:00.

## Население
| 2002 | 2010 |
| ---- | ---- |
| 155  | ↗216 |